# Rhizaxinella ramulosa
Rhizaxinella ramulosa är en svampdjursart som först beskrevs av Ridley och Arthur Dendy 1886.  Rhizaxinella ramulosa ingår i släktet Rhizaxinella och familjen Suberitidae. Utöver nominatformen finns också underarten R. r. cylindrifera.